# Clips
Clips är ett public domain-verktyg för att skapa expertsystem.